# Ann Sophie Dürmeyer

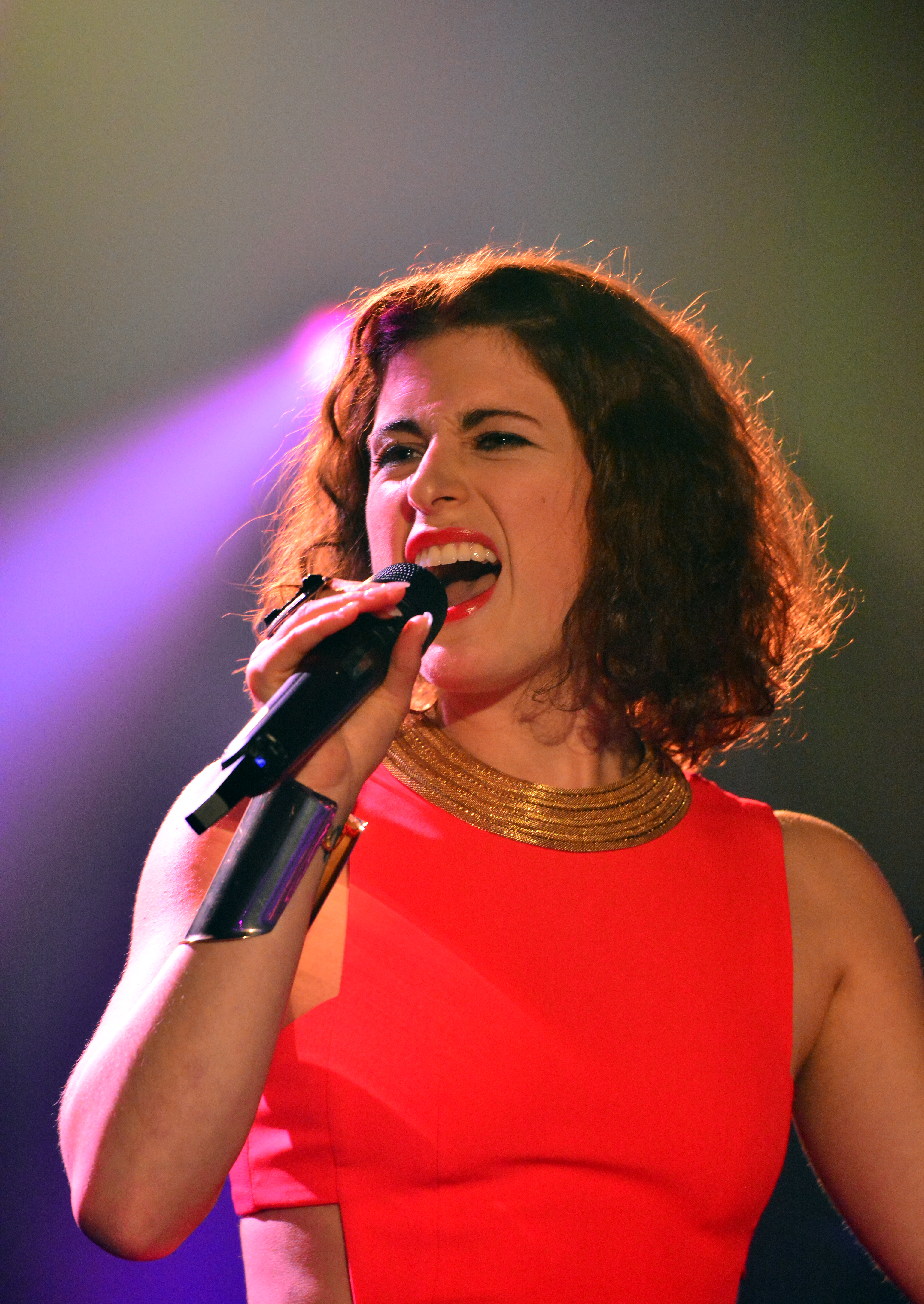
Ann Sophie

Ann Sophie Dürmeyer, född 1 september 1990 i London, är en tysk sångerska känd under artistnamnet Ann Sophie. Hon representerade Tyskland i Eurovision Song Contest 2015 med låten "Black Smoke". I finalen kom hon sist med 0 poäng. Hon föddes i London i Storbritannien, men familjen flyttade i tidig ålder till Hamburg.

## Diskografi

### Album
- 2015 - Ann Sophie

### Singlar
- 2015 - Black Smoke